# 勐捧镇 (镇康县)
勐捧镇，是中华人民共和国云南省临沧市镇康县下辖的一个乡镇级行政单位。

## 行政区划
勐捧镇下辖以下地区：
勐捧村、岩子头村、核桃箐村、半个山村、流水村、象脚水村、石桥村、根基村、丫口村、忙耿村、蒿子坝村、酸格林村、岔沟村、南梳坝村、包包寨村和忙丙村。